# The Outbreak
The Outbreak (Originaltitel Here Alone) ist ein US-amerikanischer postapokalyptischer Zombie-Horrorfilm aus dem Jahr 2016. In diesem wird der Überlebenskampf einer Frau in den Wäldern nach dem Ausbruch eines gefährlichen Virus gezeigt. Der Film wurde auf dem Fantasy Filmfest 2016 gezeigt.

## Handlung
Ein  Virus hat sich weltweit ausgebreitet, wobei die Infizierten in eine Art von Zombies – sie werden aber nur als „Infizierte“ bezeichnet – verwandelt werden.
Die junge Ann begibt sich mit ihrem Ehemann Jason und dem gemeinsamen Kleinkind mit dem Wagen in eine ländliche und waldreiche Gegend. Dort ist Jason aufgewachsen, kennt die Gegend gut und glaubt, dass sie beide hier am sichersten wären. Er bringt seiner Frau auch einige Fertigkeiten bei, die man zum Überleben in der Wildnis braucht, etwa wie man mit einem Gewehr umgeht.
Da sie sich mit dem Sammeln von Beeren und Pilzen nicht ausreichend ernähren können, sind sie auch darauf angewiesen, Tierfallen zu stellen. Zudem suchen sie nahegelegene verlassene Häuser auf, um die dort verbliebenen Nahrungsmittel an sich zu nehmen. Dies ist jedoch riskant, da sich dort oft Infizierte herumtreiben. Sie finden jedoch mit der Zeit heraus, dass die Infizierten vor allem auf Körpergerüche und Blut reagieren und es somit möglich ist, diese zu täuschen, wenn man sich etwa mit Schlamm eindeckt.
Jason wird schließlich bei einem Versuch, nach Vorräten zu suchen, von einem der Infizierten angegriffen und getötet. Durch ein Versehen gelangt jedoch das Blut eines Infizierten, das sich an ihrem Mantel befindet, in den Mund des Kindes, bei dem Ann schließlich auffällige kreisförmige Ausschläge auf der Haut findet – ein sicheres Zeichen, dass eine Infektion vorliegt. Da sie weiß, dass es keine Hoffnung auf eine Heilung gibt, tötet sie das Kind schließlich.
Fortan kämpft sie alleine um ihr Überleben. Der Wagen, in dem noch Benzin ist, nutzt sie nur als Schutz vor dem Regen. Als sie eines Tages umherwandert, stößt sie auf einer Straße auf zwei Gestalten: Die junge Olivia und ihren Stiefvater Chris, der verletzt, allerdings nicht infiziert ist. Sie entscheidet, die beiden zu ihrem Lager mitzunehmen. Chris erholt sich bald wieder und beide sind dankbar für die Hilfe, die in diesen Zeiten längst nicht mehr selbstverständlich ist. Sie kommen aus dem Süden und wollen sich weiter in den Norden durchschlagen. Im Gegensatz zu Ann, die ein festes Lager hat, glaubt Chris, dass es tödlich ist, dauerhaft an einem Ort zu bleiben. Daher wollen sie demnächst auch wieder weiterziehen.
Ann und Chris kommen sich schließlich näher, schlafen auch miteinander. Olivia, die Gefühle für ihren Stiefvater entwickelt hat und nun eifersüchtig ist, schlägt daraufhin bei einer gemeinsamen Nahrungsbeschaffung in einem verlassenen Haus Ann nieder, fesselt sie und lockt die Infizierten an. Zurück im Lager behauptet sie Chris gegenüber, Ann hätte es nicht geschafft. Diese kann sich jedoch befreien und findet Chris und Olivia im Lager von Infizierten angegriffen vor. Mit dem Gewehr kann sie diese abwehren, jedoch nicht verhindern, dass Chris stirbt.
Das Ende des Films zeigt, wie Ann und Olivia gemeinsam im Wagen sitzen und weiterfahren.

## Rezeption
Der Filmdienst urteilte, dass auf „Zombie-Effekthascherei verzichtet“ wurde und der Film „stattdessen auf die Frage nach dem Sinn des Weiterlebens angesichts der Vernichtung hinauswill.“ Dies sei „durchaus ernsthaft“ gemacht, allerdings könne er „dem überstrapazierten Genre keine wirklichen neuen Impulse verleihen.“
Oliver Armknecht vergab auf film-rezensionen.de 6 von 10 Punkten und war der Meinung, dass die Zombies keinen nennenswerten Einfluss auf die Handlung haben; der Film hätte auch ohne diese funktioniert. Er vergleicht den Film mit den im gleichen Zeitraum erschienenen Werken The Survivalist und Z for Zachariah. Laut Armknecht habe der vor einigen Jahren erschienene Ben & Mickey Vs. The Dead bei einer ähnlichen Thematik deutlich bessere Figuren gezeigt. Insgesamt, so bemängelte er, sei der Film nicht sehr intensiv. Die „langsam antrainierte Fähigkeiten, in einem von Zombies überlaufenen Gebiet zu überleben habe man so allerdings bisher noch kaum gesehen“. Sein Fazit lautete: „'The Outbreak' nimmt ein bekanntes Zombie-Endzeitszenario, interessiert sich jedoch weniger für die Katastrophe an sich, sondern die Menschen, die darin leben. Das geht mit schönen Aufnahmen und einer guten Hauptdarstellerin einher, hat letztendlich aber relativ wenig zu erzählen, die Figuren und ihre Konflikte bleiben ohne echte Spannung.“
„Kein Blutbad, eher Überleben als Sinnfrage“, urteilte TV Today. „Es gibt Besseres, aber auch deutlich Schlechteres im Genre.“ Die Figuren seien glaubhaft, das Finale überraschend.
Filmstarts gab dem Film 4 von 5 Sternen und bezeichnete ihn als „ein absoluter Must-See-Zombiefilm (nicht nur) für Indie-Fans“. Hervorgehoben wurden die beeindruckenden Naturbilder und sie sphärische musikalische Untermalung, die einen deutlichen Kontrast zum dargestellten Überlebenskampf bilden. Der Film wandle sich „zunehmend weg vom reinen Survival-Thriller hin zu einem ebenso komplexen wie intensiven Charakter-Drama“. Das Ende sei überraschend und überzeugend.